# 郁久闾伏仁
郁久闾伏仁（？—586年11月29日），出身柔然汗国皇族郁久閭氏，先後仕宦於北齊、北周與隋三朝。

## 家世與生平
《郁久閭伏仁墓誌》称他的祖先出自淳维，本姓茹茹，高祖父是「莫洛纥盖可汗」，有些研究者認為「莫洛纥盖可汗」就是柔然汗國的牟汗紇升蓋可汗大檀。 他的曾祖父曾擔任柔然汗國的俟利弗，而祖父为「吐万度吐河入弗」。父亲车朱浑官至骠骑大将军、开府仪同三司、使持节都督兖州诸军事、兖州刺史、太常卿。太和年间随北魏鲜卑南迁为河南洛阳人，改姓郁久闾氏。郁久闾伏仁在隋朝为官。开皇六年（586年）十月十三日去世。